# Матвеев, Василий Андрианович
Васи́лий Андриа́нович Матве́ев (1907—1982) — советский технолог, учёный, хозяйственный деятель. Начальник Главгаза.

## Биография
Родился 1 (14) января 1907 года в деревне Медведево (ныне — Орловского района Орловской области) в семье безземельного крестьянина. После смерти отца в 1920 году начал самостоятельную трудовую жизнь курьером окружного отделения Союза горнорабочих в Донбассе. В 1921—1926 годах был учеником и рабочим на металлургический завод в Юзовке. Член ВКП(б) с 1925 года.
После окончания в 1932 году Донецкого углехимического института работал там преподавателем, заведующим кафедрой. В этот период В. А. Матвеевым с группой студентов (П. В. Скафой и Д. И. Филипповым) под руководством профессора И. Е. Коробчанского и при активной помощи профессора В. С. Крыма был разработан поточный метод подземной газификации углей. После лабораторных испытаний в 1934 году результаты исследования были внедрены этой группой на лисичанской шахте «Подземгаз» и горловской шахте № 4 «Подземгаз». В. А. Матвеев вместе с защитившими дипломы П. В. Скафой и Д. И. Филипповым остался работать на шахте № 4 «Подземгаз».
За научную разработку метода подземной газификации углей и успешное освоение этого метода на Горловской станции В. А. Матвеев (совместно с Д. И. Филипповым и П. В. Скафой) получил в 1939 году Орден Ленина.
В. А. Матвеев внёс большой вклад в создание и развитие газовой отрасли, находясь более 26 лет на руководащих должностях — занимая посты начальника Главгаза, Главуглегаза, Главгазтоппрома, Главподземгаза. При его активном участии были построены и введены в строй пять станций «Подземгаза», первые в СССР магистральные газопроводы Саратов — Москва и Дашава — Киев, крупнейшие газохимические комбинаты по переработке сланцев в Кохтла-Ярве и Сланцы, два топливно-химических комбината, Новочеркасский завод синтетических продуктов, Щекинский газовый завод и целый ряд других важных объектов.
Автор ряда крупных изобретений и научно-технических работ.
С июня 1965 года находился на пенсии. Скончался в 1982 году.

## Награды и премии
- Сталинская премия I степени (14 марта 1941) — за разработку метода подземной газификации углей
- Орден Ленина (17 января 1939) — за научную разработку метода подземной газификации углей и успешное освоение этого метода на Горловской станции[6]

## В романе
Ещё до Великой Отечественной войны смелое научное изыскание молодых инженеров-химиков из Донбасса привлекло внимание писательницы В. К. Кетлинской. Она начала писать роман, связанный со сложными, порой драматическими перипетиями освоения ПГУ. Закончить роман с многозначительным названием «Иначе жить не стоит» удалось только в 1960 году. В. А. Матвеев — прототип одного из главных героев этого романа.

## Публикации
- Подземная газификация. Материалы опытных работ по подземной газификации углей за 1934—1936 гг / Под ред. Д. М. Соловей, П. А. Чекина, В. А. Матвеева. — М.: ОНТИ НКТП СССР, 1936.